# 안성훈 (음악가)
안성훈(1972년 11월 4일~ )은 기타리스트, 작곡가, 편곡가이다. 현재 서태지 밴드, log4days에서 활동 중이다.

## 경력
- Heller 드러머 (1991년)
- Bad Sin 드러머 (1992년)
- 비익조 베이시스트 (1995년)
- 바세린 기타리스트 (예명:답십리안) (1996~1998)
- 닥터코어 911 리더, 기타리스트 (예명:답십리안) (1998~2000)
- 서태지 밴드 기타리스트, 작곡/편곡 (예명:TOP) (2000~)
- 앤썸(AndsomE) 리더, 기타리스트, 작사/작곡 (2007~2008)
- log4days 솔로 (2016~)

## 도서
- [기타연주 끝장내기] (저자:안성훈, 출판사:삼호ETM) (2011년)

## 활동앨범

### 바세린
1. 클럽 하드코어, 아싸 오방 첫 앨범

### 닥터코어 911
1. 클럽 하드코어, 아싸 오방 둘째 앨범!
2. DR.Core 911 싱글 (1998년)
3. Rock indiepia vol1
4. 비정(非正)산조 (2000년)

### 서태지 밴드
1. 태지의 화(話) (Seotaiji live album 2000-2001)
2. Seo Taiji 6th Album Re-recording and ETPFEST Live
3. 7집 Seotaiji 7th Issue
4. Seotaiji Live Tour Zero 04
5. [&] - Seotaiji 15th Anniversary
6. 8집 Seotaiji 8th Atomos
7. The Great Seotaiji Symphony
8. The Mobius (2009 SEOTAJI BAND LIVE TOUR)
9. ETP Festival 08 X 09 SEOTAIJI
10. 9집 Quiet Night

### 앤썸(AndsomE)
1. I Got My Mojo Back (Single) (2007년)
2. D-War : Legend Of Dragon (헌정앨범) (2007년)

### log4days
1. Garden Of Venus
2. Nature Poem
3. Short Cut
4. New Town Blues
5. Antisocial
6. illusion
7. Digimist

## 작곡,편곡

### 닥터코어911 앨범
- 싱글 [DR.Core 911] 앨범 공동 작사,작곡
- 1집 정규 [비정(非正)산조] 앨범 공동 작사,작곡

### 서태지앨범
- [Seo Taiji 6th Album Re-recording and ETPFEST Live] '컴백홈' , '난알아요' 락버전 편곡 with 서태지
- [Seotaiji 7th Issue] 편곡 with 서태지, INA
- [Seotaiji Live Tour Zero 04] '이밤이깊어가지만' , '죽음의늪' 락버전 편곡 with 서태지
- [[&] SEOTAIJI 15TH ANNIVERSARY] 'Watch Out' 편곡 with 서태지
- [Seotaiji 8th Atomos] 편곡 with 서태지, 김석중
- [The Mobius (2009 SEOTAJI BAND LIVE TOUR)] '하여가' , '너와함께한 시간속에서' 락버전 편곡 with 서태지
- [ETP Festival 08 X 09 SEOTAIJI] '이제는' 락버전 편곡 with 서태지
- [2014-2015 SEOTAIJI Band Concert Tour `Quiet Night`] '내모든것', '1996 그들이 지구를 지배했을 때' 락버전 편곡 with 서태지

### 앤썸(AndsomE) 앨범
- [I Got My Mojo Back] 'A Short Cut', 'The Last Care' 작사,작곡
- [I Got My Mojo Back] 'Brazen Face' 작사,작곡 with 김정만

### B.A.P 앨범
- [NO MERCY] 'GOODBYE' 편곡 및 피쳐링

### log4days
- [Garden Of Venus] 작곡
- [Nature Poem] 작곡
- [Short Cut] 작곡
- [New Town Blues] 작곡
- [Antisocial] 작곡
- [Illusion] 작곡

## 콜라보레이션
- 이정현 [2집 너] '잘먹고잘살아라' 콜라보레이션 (2000년)

## 피쳐링
- 김종서 [9집 No. 9] 'Toxin','Metropia' 피쳐링 (2005년)
- 이사벨 [I Wish I Can Fly] '마법의날개' 피쳐링 (2011년)

## 공연참여
- 후지 락 페스티벌 - 닥터코어911 (1999년)
- 동두천 락 페스티벌 - 닥터코어911 (1999년)
- 쌈지사운드 락 페스티벌 - 닥터코어911 (1999,2000)
- 썸머소닉 락 페스티벌 - 서태지밴드 (2001년)
- 서태지 라이브 인 블라디보스톡 - 서태지밴드 (2004년)
- 펜타포트 락 페스티벌 - 닥터코어911 (2006년)
- 펜타포트 락 페스티벌 - 앤썸(AndsomE) (2007년)
- ETP 페스티벌 - 서태지밴드 (2001,2002,2004,2008,2009)
- 서태지 심포니 (The Great 2008 Seotaiji Symphony With Tolga Kashif & Royal Philharmonic) (2008년)
- 서태지 밴드 전국투어 (2000,2004,2009,2014)
- 펜타포트 락 페스티벌 - 서태지밴드 (2015년)